# Магаљдол
Магаљдол (Магаљ До) је насељено мјесто у општини Мркоњић Град, Република Српска, БиХ. Према прелиминарним подацима пописа становништва 2013. године, у насељу је живјело 106 становника.

## Историја
У селу се налази велики број градина (споменика), насталих крајем бронзаног доба.

## Образовање
У насељу се налазила Основна школа „Бранко Ћопић“.

## Становништво
Према службеном попису становништва из 1991. године, Магаљдол је имао 381 становника. Срби су чинили око 99% од укупног броја становника.
| Националност       | 2013. | 1991. | 1981. | 1971. | 1961. |
| Срби               |       | 375   | 512   | 601   | 630   |
| Југословени        |       | 1     | 11    |       |       |
| Хрвати             |       | 1     | 1     |       |       |
| остали и непознато |       |       |       | 1     |       |
| Укупно             | 106   | 377   | 531   | 602   | 630   |